# 264. Infanterie-Division (Wehrmacht)
Die 264. Infanteriedivision (Wehrmacht) war eine deutsche Infanteriedivision im Zweiten Weltkrieg. Die Division wurde am 19. Mai 1943 in Münster aufgestellt und später in Belgien, Nordfrankreich und in Jugoslawien eingesetzt. Im Januar 1945 wurde die Division nach Jütland verlegt. Die Division ging am 7. Mai 1945 bei Lübeck in britische Kriegsgefangenschaft.

## Bekannte Divisionsangehörige
- Paul Herrmann (1898–1980), war als Generalmajor des Heeres der Bundeswehr, Befehlshaber im Wehrbereich IV